# Ettore Majorana
Ettore Hektor Majorana (ur. 5 sierpnia 1906 w Katanii, zm. po 1959) – włoski fizyk teoretyk, jeden z najwybitniejszych fizyków XX wieku.

## Życiorys
Urodził się 5 sierpnia 1906 r. w Katanii i zgodnie z legendą rodzinną miał się wywodzić od cesarza rzymskiego Majoriana. Jego stryj Quirino Majorana był profesorem fizyki na uniwersytecie w Bolonii. Już jako dziecko posiadał duże zdolności matematyczne. Początkowo uczył się w domu, ale po przeniesieniu się rodziny do Rzymu, podjął naukę w gimnazjum jezuitów, pomijając jedną klasę. Po maturze rozpoczął studia na wydziale inżynierii, ale nie ukończył ich, gdyż postanowił przenieść się na studia fizyczne. Namówił go do tego kroku Emilio Segrè, kolega z roku, który kilka miesięcy wcześniej również przeniósł się na studia fizyczne.
Był studentem Enrica Fermiego i szybko zyskał duży szacunek innych studentów. Dzięki wyjątkowej dociekliwości zyskał przezwisko wielkiego inkwizytora, podczas gdy samego Fermiego nazywano papieżem. 6 lipca 1929 r. obronił z wyróżnieniem pracę doktorską dotyczącą reakcji rozpadu jądrowego i stał się prekursorem w dziedzinie badań nad jądrem atomu. W kolejnych latach opublikował 5 prac dotyczących ważnych problemów spektroskopii atomowej i opisu kwantowego cząsteczek chemicznych. Od 1931 r. zapraszano go wielokrotnie do odwiedzenia innych ośrodków w ZSRR, USA (Yale) i Wielkiej Brytanii (Cambridge), jednak wszystkie zaproszenia konsekwentnie odrzucał, jedynie pod naciskiem Fermiego pojechał na początku 1933 r. do Lipska, spotkać Wernera Heisenberga. 
W 1932 podał opis kwantowy spinów w zmiennym polu magnetycznym; opierając się na wynikach prac Ireny i Frédérica Joliot-Curie, a także sugerował istnienie nowej neutralnej cząstki – neutronu (odkrytej w tym samym roku przez Jamesa Chadwicka) i zaproponował model, w którym neutrony i protony tworzyły jądro. Pomimo namów Fermiego, odmówił opublikowania tych rozważań, uznając je za niekompletne. Podał także formalizm relatywistyczny opisu cząstek o dowolnych spinach. W roku 1933 rozwinął teorię budowy jądra (teoria sił wymiany), a w 1937 przedstawił teorię neutrin, identycznych ze swoimi antycząstkami.
Po powrocie z Lipska, w którym unikał kontaktów z innymi fizykami, zaczął izolować się od włoskich znajomych, a w 1936 r. niemal nie wychodził już z domu i dopiero w 1937 r. pojawił się w rzymskim Instytucie Fizyki, startując w konkursie na trzy stanowiska profesorskie. Od początku 1938 był profesorem uniwersytetu w Neapolu. W Neapolu utrzymywał bliższe kontakty jedynie z dyrektorem Instytutu Fizyki, Antonio Carrellim, i dalej prowadził życie samotnika. Po raz ostatni widziano go 25 marca 1938 r. na pokładzie statku Tirrenia płynąc w rejsie z Palermo do Neapolu, kilka dni po podjęciu środków ze spadku po ojcu. 
Po tajemniczym zniknięciu poprzedzonym zapowiedzią samobójstwa (i jej odwołaniem) stał się bohaterem licznych książek, m.in. Leonardo Sciascii Zniknięcie Majorany (Scomparsa di Majorana), filmu i sztuk teatralnych jako symbol obaw uczonego przed konsekwencjami swoich odkryć. W wyniku śledztwa w sprawie jego zniknięcia, zakończonego w 2015, stwierdzono, że żył jeszcze w 1959, a w latach 1955–1959 mieszkał pod przybranym nazwiskiem w Wenezueli.
W ocenie Enrico Fermiego był geniuszem na miarę Galileusza i Newtona. 